# Coniasaurus
Il coniasauro (gen. Coniasaurus) è un rettile estinto, appartenente agli squamati. Visse nel Cretaceo superiore (Cenomaniano - Turoniano, circa 100 – 90 milioni di anni fa). I suoi resti sono stati ritrovati in Inghilterra e in Nordamerica.

## Descrizione
Questo rettile era di dimensioni piuttosto piccole e non superava la lunghezza di un metro. Il corpo era allungato e piuttosto sottile, mentre le zampe erano corte. Il cranio, simile a quello di un varano, era dotato di una mascella allungata; nella specie Coniasaurus crassidens i denti anteriori erano appuntiti, mentre quelli posteriori erano arrotondati e bulbosi. Questa strana morfologia dentaria era unica, e presupponeva una struttura ad incastro peculiare quando la bocca era chiusa. La specie C. gracilodens era di dimensioni minori e non possedeva denti bulbosi.

## Classificazione
Il coniasauro è considerato una lucertola specializzata, strettamente imparentata con i varanoidi semiacquatici, in particolare con i dolicosauridi e i mosasauridi. È possibile che le parentele del coniasauro includessero anche gli aigialosauridi. La specie più nota di coniasauro è Coniasaurus crassidens, dell'Inghilterra, descritta per la prima volta da Richard Owen nel 1851. Sempre dall'Inghilterra provengono i resti di un'altra specie, C. gracilodens, descritta da Caldwell nel 1999.

## Stile di vita
Il coniasauro è considerato un tipico rettile semiacquatico, e probabilmente lo stile di vita era simile a quello dei precedenti rettili saurotterigi del Triassico, come i notosauri. Le sue prede dovevano essere piccoli pesci e, forse, invertebrati marini.